# Longchamp (Côte-d'Or)
Longchamp è un comune francese di 1 276 abitanti situato nel dipartimento della Côte-d'Or nella regione della Borgogna-Franca Contea.

## Società

### Evoluzione demografica
Abitanti censiti